# 群馬県道269号戸鹿野下之町線
群馬県道269号戸鹿野下之町線（ぐんまけんどう 269ごう とがのしものちょうせん）は、群馬県沼田市戸鹿野町から下之町までを結ぶ県道である。

## 路線データ
- 起点：沼田市屋形原町（国道17号交点〈戸鹿野橋交差点〉）[注釈 1]
- 終点：沼田市下之町字滝棚1008番[1]（国道120号交点〈下之町交差点〉）

## 歴史
- 1959年（昭和34年）9月18日：群馬県より現・道路法に基づき、県道戸鹿野下之町線（沼田市戸鹿野 - 同市下野町、整理番号137）が路線認定される[2]。

## 地理

### 通過する自治体
- 群馬県
  - 沼田市

### 交差する道路
- 国道120号、群馬県道274号沼田停車場線 - 沼田市下之町（終点、下之町交差点）